# Diagnóstico enfermero
En enfermería, el diagnóstico enfermero o diagnóstico de enfermería es un juicio sintético de las respuestas humanas del individuo, familia o comunidad, que requieren cuidados de salud en la prevención de la enfermedad, el mantenimiento y mejora de la salud, o el fin de la vida. Su objetivo es identificar el estado de salud de un paciente o cliente, y los problemas relativos al cuidado de su salud.

## Definiciones
Según Marjory Gordon (1990), un diagnóstico de enfermería es un «problema de salud real o potencial que los enfermeros, en virtud de su formación y experiencia, tienen capacidad y derecho legal de tratar». Los diagnósticos de enfermería son, por lo tanto, problemas que pueden prevenirse, resolverse o reducirse, mediante actividades independientes de enfermería.
La definición propuesta por la AENTDE (mayo de 2001) es la siguiente: «Juicio clínico, sobre la respuesta de una persona, familia o comunidad a etapas de la vida/problemas de salud reales o potenciales, que el enfermero identifica, valida, y trata de forma independiente».
El diagnóstico enfermero constituye la segunda etapa del proceso de enfermería, en la que se analizan los datos recogidos del paciente o cliente con la finalidad de identificar los problemas que constituirán la base del plan de cuidados.

## Rasgos distintivos
Se basa en una concepción integral del individuo y contempla el aspecto biopsicosocial, que influye en la aparición de la enfermedad.
Los estándares que determinan si un problema constituye un diagnóstico de enfermería son:
- Guarda relación con una respuesta humana.
- El profesional puede prescribir y realizar legalmente tratamiento del problema.
- El problema se produce repetidamente en un número significativo de pacientes.
- Se identifican una o más necesidades humanas según Maslow.
- El problema no es una enfermedad específica, identificada como tal en el sistema de clasificación médica estándar.

## Proceso de diagnóstico
La creación de un diagnóstico de enfermería pasa por una serie de etapas:
1. Recolección de datos - recogida de datos estadísticos relevantes para desarrollar un diagnóstico.
2. Detección de señales/patrones - cambios en el estado físico (p. ej., gasto urinario disminuido).
3. Establecimiento de hipótesis - alternativas posibles que podrían haber causado señales o patrones previos.
4. Validación - pasos necesarios para desestimar otras hipótesis, y para simplificar en un solo problema.
5. Diagnóstico - decisión sobre el problema basado en la validación.

## Enunciado
Marjory Gordon estableció el formato P.E.S., acrónimo cuyas siglas corresponden a:
- P = problema: «etiqueta diagnostica»
- E = etiología: «en relación con...» o «relacionado con...»
- S = signos y síntomas: «manifestado por...»

Ejemplos:
- «Dolor crónico relacionado con su proceso degenerativo muscular, manifestado por alteración en la capacidad de seguir con las actividades previas».
- «Miedo, sentimiento de alarma y temor relacionados con un procedimiento desconocido [para el paciente] y manifestados por alteraciones fisiológicas y emocionales».
- «Riesgo de disminución de perfusión tisular en la extremidad inferior en relación con la posible obstrucción por el catéter, embolismo o trombosis, manifestado por signos y síntomas de disminución de la circulación sanguínea en la extremidad donde está insertado el BCIA (balón intraaórtico de contrapulsación)».
- «Incapacidad familiar para asumir la situación relacionada con un inadecuado apoyo, falta de conocimientos, miedo a la muerte del paciente y miedo al entorno de la UCIC (unidad de cuidados intensivos cardiovasculares), manifestada por peticiones de ayuda o comportamiento inadecuado».

El diagnóstico se identifica claramente con la formulación de hipótesis que precisan ser contrastadas en una etapa posterior.

## Tipos de diagnósticos
Los tipos de diagnósticos que existen, según el eje 7 «Estado de Diagnóstico» que está publicado en Nanda Internacional 2009-2011, son los siguientes:
Reales: Describen las respuestas humanas a los estados de salud que existen en un individuo. Todos los diagnósticos se consideran reales si no se especifica otra cosa. Un ejemplo de diagnóstico real es «náuseas». Estos diagnósticos incluyen las siguientes categorías diagnósticas:
- Etiqueta
- Definición
- Características definitorias
- Factores relacionados

Promoción de la salud: Comportamiento motivado por el deseo del individuo de aumentar y actualizar el potencial humano en materia de salud. Un ejemplo sería «disposición para mejorar la esperanza». Todas las etiquetas de estos diagnósticos empiezan en «disposición para mejorar».  Estos diagnósticos incluyen las siguientes categorías diagnósticas:
- Etiqueta
- Definición
- Características definitorias

De riesgo: son los diagnósticos que describen la vulnerabilidad o posibilidad de un individuo para desarrollar un problema de salud.  Describen las respuestas humanas a esos problemas o estados de salud que pueden desarrollarse. Estos diagnósticos incluyen las siguientes categorías diagnósticas:
- Etiqueta
- Definición
- Factores de riesgo

De salud: Calidad o estado de estar sano. Un diagnóstico de salud nos describiría las respuestas humanas a niveles de bienestar de la persona, familia o bien comunidad que están en disposición de mejorar. Todas las etiquetas de estos diagnósticos empiezan en «disposición para mejorar». Un ejemplo sería «disposición para mejorar el afrontamiento familiar». Incluyen las siguientes categorías diagnósticas:
- Etiqueta
- Definición
- Características definitorias
- Factores relacionados

En la NANDA 2012-2014 desaparecen los llamados diagnósticos de salud.

## Diagnóstico situacional de salud
En el ámbito de la enfermería familiar y comunitaria, un diagnóstico situacional de salud consiste en la caracterización mediante la observación del objeto de estudio de la realidad comunitaria.
Es la conclusión de la identificación y análisis de la realidad de salud de una comunidad en un espacio y tiempo determinados teniendo en cuenta diferentes factores a través de sus indicadores demográficos y epidemiológicos. Conlleva un conjunto de actividades que permiten la identificación de necesidades y/o problemas de salud de una comunidad o población específica que están basados en las necesidades de información de los distintos niveles del sistema sanitario.

### ¿Por qué se hace un diagnóstico de salud?
Se hace para dar una solución o una alternativa frente a un problema y/o necesidad. Debemos diferenciar bien lo que se entiende por concepto de problema y de necesidad en la planificación de salud.
- Problema de salud: Es aquella situación considerada deficiente generalmente asociada al término patológico o enfermedad por el individuo, la colectividad o el sistema sanitario.
- Necesidades: Cuando existe diferencia o desequilibrio entre la situación real encontrada y una situación óptima previamente considerada, generalmente sobre la base de las situaciones de regiones o países de entorno o parecidas características socioeconómicas. Según quién y cómo se describe la situación de necesidades podemos distinguir:

- Necesidades normativas: Definidas por expertos. Juicio de expertos en epidemiología.
- Necesidad sentida o percibida: Es la definida por la comunidad, es comunicado por los pobladores de la comunidad.
- Necesidad expresada: Manifestada por la demanda de asistencia por la población. (Acompañado con indicadores de salud) Ejemplo: tasas de natalidad.
- Necesidades comparativas: Son el resultado de observar diferencias entre grupos de características socioculturales y demográficas homogéneas (comparación en el marco teórico para correlación).

### Requisitos básicos
- Que se utilicen objetivos cuantificables.
- Que se abarque a toda la población de la comunidad o a una muestra representativa.
- Delimitación del área de la comunidad en estudio.

### Objetivos del diagnóstico de salud
- Aproximarse al conocimiento del estado de salud.
- Análisis de la situación de salud.
- Examen preliminar de la situación de salud.

Objetivo general:
- Identificar las necesidades y/o problemas de salud que aquejan a la comunidad.

Objetivos específicos:
- Identificar y señalar problemas y necesidades de la población.
- Proporcionar información particular ante problemas específicos de casos particulares de daño.
- Evaluar los recursos sanitarios en cantidad y calidad.

### Metodología
Se distinguen tres fases a seguir de forma sistematizada, sistémica y ordenada.
- 1. Fase preparatoria:

- a) Definir la información básica requerida (Conocer el marco conceptual desde la historia de la comunidad).
- b) Conocer las fuentes de información, problemas y limitaciones.

- 2. Fase de recogida de información:

- a) Recoger la información básica para cada grupo de datos valorando la idoneidad y objetividad.
- b) Seleccionar la información descartando lo que no sea útil.
- c) Elaboración de la información mediante los indicadores necesarios y prestación de la misma.

- 3. Fase de interpretación: Conocer si la comunidad responde a los intereses de los profesionales.

- a) Análisis de la información descrita previamente.
- b) Es necesario delimitar el estudio en un área geográfica y en un tiempo determinado.
- c) Los datos deberán abarcar a toda la población o a muestras representativas de ella.
- d) Los datos deberán ser significativos de la situación de salud y de sus factores condicionantes expresada en parámetros estadísticos como tasas, razones, proporciones o índices que se determinan.
- e) Los indicadores deberán definir exactamente criterios adaptados universalmente.
- f) La identificación de necesidades y/o problemas se completará con información cualitativa y encuestas a la población.

#### Identificación del problema
Tiene que ver con los factores sociales y la posterior priorización de cada uno de ellos.
- Magnitud: ¿no afecta?
- Importancia social: ¿A quiénes afecta?
- Tendencia: Aumenta o disminuye la cobertura de atención y disminuyen las tasas de mortalidad.

1) ¿Qué problemas existen, por qué? Lista de problemas y sus explicaciones posibles.
- Reconocer la heterogeneidad de problemas que se plantearon, tener cuidado de hacer una buena definición de los problemas y priorizarlos adecuadamente.

2) ¿Qué factores sociales están involucrados en los problemas identificados? Lista de individuos u organización así como de las actividades vinculadas a los problemas.
- Identificar individuos o grupos que tengan que ver con la no atención o resolución de los problemas. Analizar sus actividades y potencialidades.

3) ¿Qué quiere lograr el enfermero? ¿Cuándo?
- Señalar con claridad los resultados que se pretende alcanzar; se trata de la delimitación de objetivos, y hay que tener cuidado de no confundir este punto con las actividades.

4) ¿Qué se hará? ¿Cómo habrá que organizarse? Acciones, cantidad, personal, tiempo, fecha.
- Detallar las acciones: Cuánto de ellas se pretende realizar, quiénes serán responsables de las mismas, fechas probables en que dichas acciones deben ejecutarse.

5) ¿Qué se necesita y cómo se financiará? Elementos, cantidad, costo, quién lo consigue.
- Especificar los elementos: Cuánto de ellos y quién lo consigue, así como el costo.

6) ¿Qué obstáculos hay? ¿Cómo vencer estos obstáculos?
- Identificar las dificultades que nos están impidiendo el logro de los objetivos.

7) ¿Cómo saber si se avanza? Resultados esperados. Reuniones de control.
- Se refiere a la evaluación de los resultados. Hay que detallar los resultados esperados (objetivos) y evaluar su progreso a través de reuniones sucesivas en las cuales se señalará si se ha avanzado, retrocedido, permanecido igual o no se ha iniciado la acción.

### Aspectos a considerar para elaborar el diagnóstico de salud
El presente tema trata de explicar cómo realizar el proceso de diagnóstico de salud y una buena programación de actividades para la solución de los problemas encontrados en una población.
Debe tenerse en cuenta dos aspectos importantes para realizar un buen diagnóstico de salud: El aspecto técnico y el aspecto estratégico; estos dos aspectos van a permitir realizar un esquema de análisis de los problemas que puedan presentarse.
1) En el aspecto estratégico, los propósitos son los que van a tratarse de cumplir, estos son: La Legitimación: que significa que la población acepte las propuestas que los enfermeros formulan para la solución de sus problemas, el cambio significa lograr cambios sociales, modificar, que permitan que la sociedad siga organizándose y funcionando como tal, y el crecimiento que se entiende, el crecimiento del producto lograr una productividad y conseguir resultados óptimos.
2) En el aspecto técnico, tiene otras categorías llamados niveles: nivel propio de la salud y las acciones que se brindan para la atención del mismo. Los primeros son los que nos van a mostrar el estado de salud de la población y, por otro lado, la situación epidemiológica, y los segundos se asientan en los servicios que se ofrecen y las instituciones que lo arman.
El diagnóstico de salud se realiza en dos enfoques: total y parcial. El primero significa que el estudio se realiza en toda la población y el segundo se refiere que el diagnóstico solo se obtiene de una parte de la población que puede ser manipulado, pero esto tiene dos resultados es contradictoria y necesaria, contradictoria porque al realizar un estudio sectorial se pierde la información precisa de lo social, es decir no se considera como dato válido, y es necesaria porque las propuestas deben originarse del diagnóstico realizado en todo el conjunto y para luego ser aplicadas a través de las acciones determinadas de las instituciones de salud que pertenecen a un sector parcialmente. Consecuentemente no se debe actuar en un sector separado de lo social ya que lo parcial debe ser visto en el cuadro de la integridad.
A partir de los propósitos y los niveles se van a definir tres tipos de diagnósticos que corresponden: Diagnóstico administrativo, estratégico e ideológico.
1) Diagnóstico administrativo. Este tipo de diagnóstico se refiere al propósito de crecimiento y las actividades de servicio que se ofrecen en las instituciones para poder resolver los problemas de salud, el enfoque es objetivo y funcional.
El estado de salud de una población desde un punto de vista administrativo se identificara por subgrupos, dividiendo a la población por edad, sexo y ubicación geográfica; categorizando por tipos de enfermedades. Para que las categorías sean eficaces necesita de dos condiciones: El sistema de atención debe funcionar con fluidez sin demoras e interrupciones con bastante organización, y por otro lado Las enfermedades crónicas deben ser atendidas por profesionales capacitados; generalmente estas dos condiciones se dan solo en países desarrollados.
En cuanto a la situación epidemiológica se refiere a la causa de las enfermedades, este término puede tener dos conceptos que la sociedad ha determinado a lo largo de la historia, es decir la causa puede conceptualizarse como castigo divino o la introducción de un germen al organismo. El diagnóstico administrativo de la situación epidemiológica utilizara ciertas condiciones biológicas como las cualidades de las personas que las hacen susceptibles para contraer alguna enfermedad como el estado de inmunidad o el contacto con gérmenes, y ecológico es decir la relación de la persona con su hábitat.
La combinación biológico y ecológico van a dar origen al riesgo en donde un grupo de personas de una comunidad van a estar más susceptible de sufrir una enfermedad. El estudio de la situación epidemiológica puede ser considerado como un elemento importante para diseñar programas de salud, pero a veces no se cumple porque en los países subdesarrollados las instituciones encargadas de realizar un análisis epidemiológico lo que hacen es contabilizar los insumos, controlar el acceso a las fuentes de agua, etc. y no existen informes donde indican la distribución de enfermedades y no organizan sistemas de vigilancia epidemiológica.
Un programa viene a ser una organización sistémica de actividades para brindar servicios de salud, dentro de cada programa se estudian los recursos y la fuerza de trabajo, se realizan la descripción de los accesos y salidas de los productos de una institución y la ventaja de realizar un estudio desde un programa es que se logra alcanzar una uniformidad ya que existe una coexistencia entre los recursos y las metas trazadas dentro de una misma institución.
2) Diagnóstico estratégico. Este tipo de diagnóstico corresponde a los intereses y conflictos que aparecen en cada población y frente a lo que se presenta en cada sociedad se debe formular propuestas estratégicas. El propósito del diagnóstico estratégico es el crecimiento de la productividad gracias al pensamiento estratégico con la intención de producir cambios, para lo que se necesita disponer de poder, es decir la fuerza de las personas de querer cambiar por el contrario estos cambios no podrán permanecer por mucho tiempo porque no hay una barrera que proteja los cambios.
En este tipo de diagnóstico el estado de salud se estudiará a través de dos aspectos: Se realizará en población urbana, rural, periu urbana y zonas periféricas y las diferencias entre los grupos que puede clasificarlos de acuerdo a una situación epidemiológica, los grupos protegidos o los grupos desprotegidos.
En el nivel epidemiológico debe proporcionar medidas para elegir condiciones que deben utilizarse en el estudio del estado de salud y explicar el porqué de las mismas. Por otro lado lo que trata de lograr el diagnóstico estratégico es poder cambiar la manera como se supone que es la causalidad de las enfermedades o como lo dice Kuhn tener un modelo o paradigma epidemiológico y comprender el proceso salud enfermedad.
El diagnóstico estratégico muestra modelos de la atención de salud a las personas: El primer modelo es que un profesional de salud preste servicios contra el pago de quien recibe la atención, aquí la remuneración es directa. El segundo modelo es prestar servicios a un subsector de la población que no está en la condición de pagar el servicio que recibe y la remuneración será a través del estado y un Tercer modelo modifica un sector y las inversiones no es del gobierno ni de negocios privados sino de las necesidades de consumir de las agrupaciones.
3) Diagnóstico ideológico. Este tipo de diagnóstico corresponde al vínculo entre las fuerzas sociales en torno a la salud y cuyo propósito es la legitimación. Este término de legitimación es un proceso mediante el cual se logra que una decisión o propuesta sea aceptada como legal y válida para la sociedad. Una propuesta debe ser legal siempre en cuando logre cambiar comportamientos en las fuerzas sociales y es válido cuando estas fuerzas sociales deliberen prósperamente los nuevos comportamientos en otras lo acepten favorablemente. Pero no siempre tendrá las dos características ya que pueda que la propuesta se considere como positiva por la sociedad pero que no sea legal en este caso se tendrá que modificar.
El diagnóstico ideológico se diferencia de lo administrativo y estratégico, en cuanto este tipo no se realiza teniendo en cuenta niveles como estado de salud, situación epidemiológica sino solo considera la filosofía es decir las prácticas y los conocimientos de las personas de una sociedad, la tarea del diagnóstico ideológico es identificar los principales conocimientos en el campo de la salud de la sociedad.

### Aplicaciones del diagnóstico de salud en la comunidad
El diagnóstico de salud no es un fin en sí mismo, sino una etapa fundamental para la posterior toma de decisiones. Servirá para:
- Proporcionar información general y particular en algún problema específico. Por ejemplo, para establecer la etiología de algunas enfermedades.
- Señalar las necesidades y prioridades en materia de salud.
- Evaluar los recursos necesarios existentes.
- Constituir la base para la planificación y programación en salud.

### Problemas del diagnóstico de salud
- Obsesión por la información de tipo cuantitativo, sin valorar la información que no se puede medir y que tiene peso en la toma de decisiones.
- Exigencia de globalidad y exahustividad, que no permite recoger datos de manera selectiva, orientada hacia los problemas.
- Alto consumo de tiempo y recursos.
- Falta de aplicación.
- No recoge la opinión de la comunidad sobre su salud.
- No se orienta hacia la promoción de la salud sino hacia la lucha contra la enfermedad y la muerte.
- No se detectan necesidades de los grupos marginales.
- Los datos no tienen significación estadística.
- No correspondencia del área estudiada con las áreas de otros registros oficiales.
- Pérdida de información de los registros.

## Postura de los enfermeros profesionales ante el uso del diagnóstico de enfermería
Parte de los enfermeros apoyan el uso de una terminología estandarizada y confían en que esta ayudará a la Enfermería a ser más científica y basada en evidencias. En cambio, otros enfermeros sienten que «los diagnósticos de Enfermería son de una mentalidad de torre de marfil» y que «ni ayudarán en la planificación del cuidado ni en diferenciar a la Enfermería de la Medicina».

## Organizaciones relacionadas
La principal organización para la definición estandarizada de los diagnósticos es la North American Nursing Diagnosis Association, también conocida como NANDA-Internacional. Otras asociaciones internacionales son la AENTDE (español), AFEDI (francés) y ACENDIO (Europa).
En la práctica clínica el profesional de Enfermería se puede percatar que el uso de estándares establecidos son parte esencial de su labor, como toda profesión debe tener patrones establecidos y guiarse en ellos para poder así universalizar sus objetivos, hablar un mismo lenguaje y buscar las mismas metas, priorizar actividades y unificar criterios de respuesta.El Diagnóstico Enfermero es un instrumento que ofrece bases para facilitar la labor de Enfermería, aunque su contenido aún no es tan amplio tiene la ventaja de recibir más aportaciones a sus Diagnósticos sustentados científicamente y sobre todo proporcionar al Profesional la oportunidad de adentrarse al mundo de la investigación.